# Phlegra tenella
Phlegra tenella är en spindelart som beskrevs av Wesolowska 2006. Phlegra tenella ingår i släktet Phlegra och familjen hoppspindlar. Inga underarter finns listade i Catalogue of Life.